# Ravnsnæs
Ravnsnæs es una localidad situada en el municipio de Rudersdal, en la región Capital (Dinamarca), con una población en 2012 de unos 611 habitantes.
Se encuentra ubicada al noreste de la isla de Selandia, a poca distancia al norte de Copenhague —la capital del país— y junto a la costa del mar Báltico.